# Carlo Vittore Papardo
Ignazio Carlo Vittore Papardo del Parco (Messina, 31 luglio 1817 – 22 novembre 1874) è stato un vescovo cattolico italiano.

## Biografia
Nacque a Messina dal nobile Bernardo e dalla moglie Violante del Pozzo, principessa del Parco. Era fratello di Ignazio Giuseppe Maria Papardo del Parco, arcivescovo di Monreale. Con la loro generazione si estinse il casato dei Papardo.
Fu ordinato sacerdote il 14 marzo 1840.
Il 27 settembre 1858 papa Pio IX lo nominò vescovo titolare di Mindo e prelato di Santa Lucia del Mela; ricevette l'ordinazione episcopale il 23 ottobre successivo dal cardinale Giuseppe Cosenza, arcivescovo metropolita di Capua, co-consacranti Antonio de Simone, arcivescovo titolare di Eracle di Europa, e Filippo Cammarota, arcivescovo di Gaeta.
Il 27 ottobre 1871 lo stesso Papa lo nominò vescovo di Patti.
Partecipò al Concilio Vaticano I.
Morì il 22 novembre 1874.

## Genealogia episcopale
La genealogia episcopale è:
- Cardinale Scipione Rebiba
- Cardinale Giulio Antonio Santori
- Cardinale Girolamo Bernerio, O.P.
- Arcivescovo Galeazzo Sanvitale
- Cardinale Ludovico Ludovisi
- Cardinale Luigi Caetani
- Cardinale Ulderico Carpegna
- Cardinale Paluzzo Paluzzi Altieri degli Albertoni
- Papa Benedetto XIII
- Papa Benedetto XIV
- Papa Clemente XIII
- Cardinale Bernardino Giraud
- Cardinale Alessandro Mattei
- Cardinale Giovanni Francesco Falzacappa
- Cardinale Giuseppe Cosenza
- Vescovo Carlo Vittore Papardo, C.R.